# De Dion-Bouton Type CE
Der De Dion-Bouton Type CE ist ein Pkw-Modell aus der Anfangszeit des 20. Jahrhunderts. Hersteller war De Dion-Bouton aus Frankreich.

## Beschreibung
Die Zulassung durch die nationale Zulassungsbehörde erfolgte am 29. Juli 1909. Vorgänger war der Type BO.
Der De-Dion-Bouton-Einzylindermotor hat 100 mm Bohrung, 130 mm Hub, 1021 cm³ Hubraum, war damals in Frankreich mit 9 Cheval fiscal (Steuer-PS) eingestuft und leistet etwa genauso viel PS. Er ist vorne im Fahrgestell montiert und treibt über ein Dreiganggetriebe und eine Kardanwelle die Hinterräder an. Der Wasserkühler ist direkt vor dem Motor hinter einem deutlich sichtbaren Kühlergrill. Die Hinterachse ist eine De-Dion-Achse.
Die Basis bildet ein Pressstahlrahmen. Der Radstand beträgt 2390 mm, die Spurweite 1174 mm. Die Vorderräder haben zehn Speichen, die Hinterräder zwölf.
Bekannt sind Aufbauten als Doppelphaeton.
Das Modell wurde bis 1910 produziert.